# حافلة صغيرة تايو
تايو الباص الصغير (هانغل: 꼬마버스 타요) (بالإنجليزية: Tayo the Little Bus)‏ هو مسلسل تلفزيوني للأطفال رسوم متحركة بالكمبيوتر كوريا الجنوبية تم إنشاؤه بواسطة Iconix Entertainment ونظام البث التعليمي وحكومة العاصمة في سيول. بدأ بثه على قناة EBS في عام 2010. باللغة العربية، يتم بثه بشكل أساسي على قناة سبيستون وإم بي سي 3.